# Victor-Emanuel Preusker

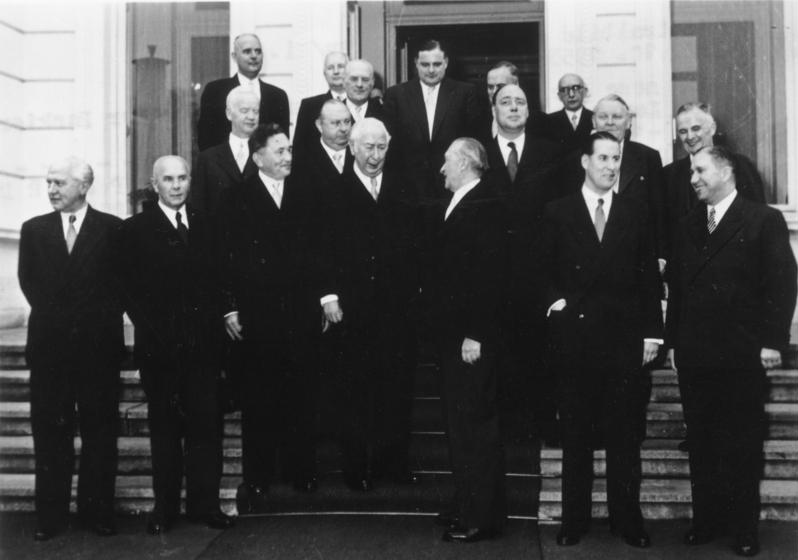
Victor-Emanuel Preusker (2. Reihe) links neben dem späteren Bundeskanzler Ludwig Erhard

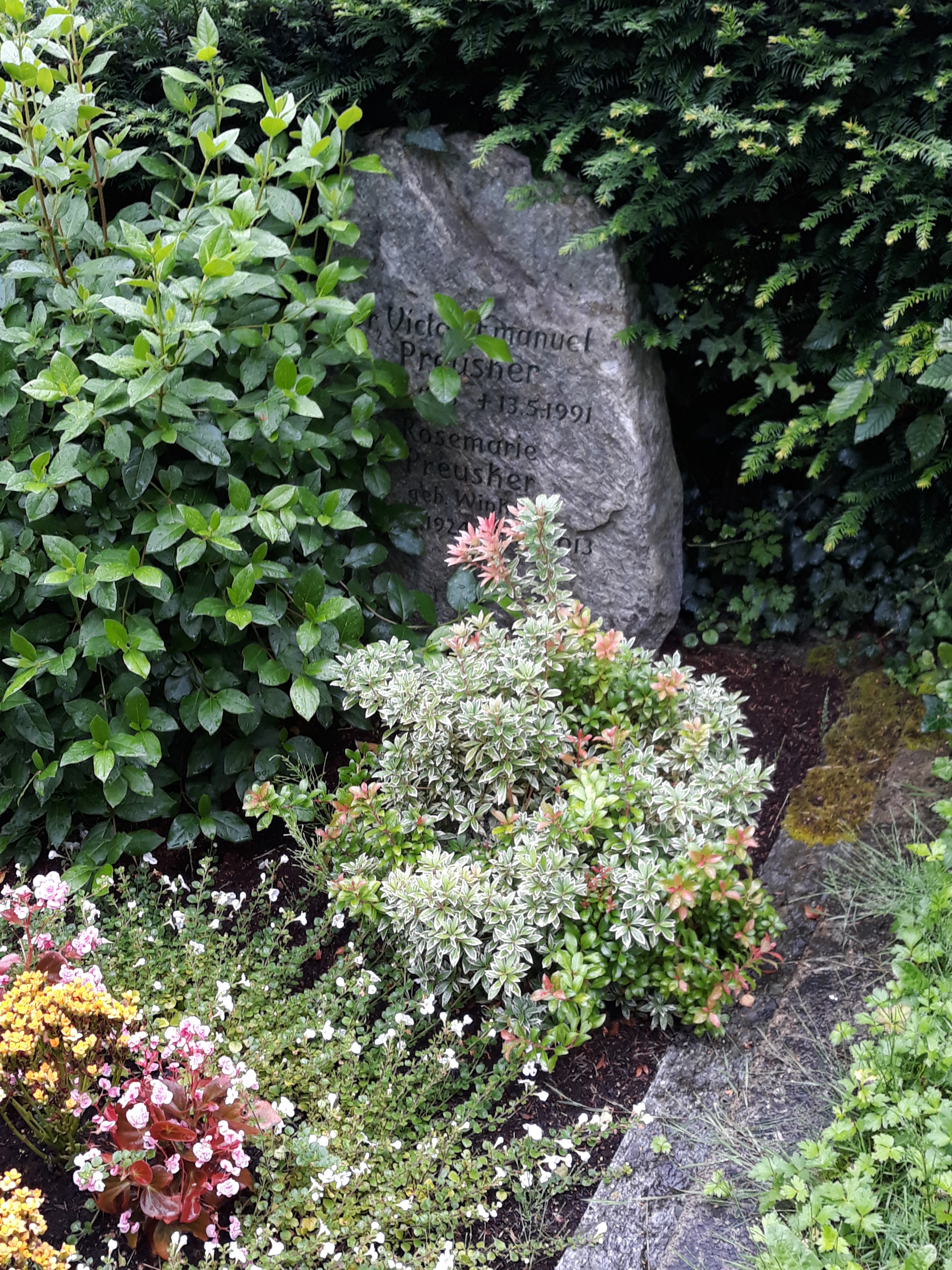
Das Grab von Victor-Emanuel Preusker und seiner Ehefrau Rosemarie geborene Winkel auf dem Burgfriedhof Bad Godesberg in Bonn

Victor-Emanuel Preusker (* 25. Februar 1913 in Berlin; † 13. Mai 1991 in Bonn) war ein deutscher Politiker und Bankier. Er war von 1953 bis 1957 Bundesminister für Wohnungsbau.

## Leben und Beruf
Nach dem Abitur absolvierte Preusker zunächst eine Banklehre und studierte dann Volks- und Betriebswirtschaftslehre und Staatswissenschaften. 1937 beendete er sein Studium als Diplom-Kaufmann, 1940 erfolgte seine Promotion zum Doktor der Politischen Wissenschaften.
Von 1932 bis 1938 arbeitete Preusker bei der Dresdner Bank in Berlin. Ab 1938 war er Mitarbeiter der Deutschen Bank in Wien. Von 1940 bis Kriegsende nahm er als Offizier der Luftwaffe am Zweiten Weltkrieg teil, zuletzt als Fliegerleitoffizier in der Me 262-Staffel von Major Walter Nowotny.
Nach dem Zweiten Weltkrieg baute Preusker einen holzverarbeitenden Betrieb auf und war Redakteur der hessischen FDP-Zeitung Deutscher Kurier. Nach seinem Ausscheiden aus der Bundesregierung trat er als Bankkaufmann in das Bankhaus Hardy & Co. ein, dessen geschäftsführender Gesellschafter er von 1958 bis 1962 war. Von 1963 bis 1970 war er Mitinhaber des gemeinsam mit Hubert Thelen gegründeten Bankhauses Preusker & Thelen. 1968 wurde er außerdem Mitgesellschafter der Orbis Bank, einer Bank des Finanzkonzerns Investors Overseas Services.
Preusker war mit Rosemarie Winkel verheiratet und hatte zwei Kinder aus erster Ehe, Angelika Maier-Preusker, wohnhaft in Wien, und Joachim Preusker, wohnhaft in Frankfurt am Main.

## Partei
Preusker trat 1933 der SS bei. 1933 war er auch in der SA. Am 8. November 1937 beantragte er die Aufnahme in die NSDAP und wurde rückwirkend zum 1. Mai desselben Jahres aufgenommen (Mitgliedsnummer 5.372.632).
Nach dem Zweiten Weltkrieg war er als Mitbegründer der FDP 1947 bis 1949 Generalsekretär des Landesverbandes Hessen. Er war innerhalb seiner Partei ein unbedingter Verfechter der Bürgerblock-Politik. Aus Protest gegen die Regierungsbildung der nordrhein-westfälischen FDP mit der SPD verließ er am 23. Februar 1956 mit den übrigen Bundesministern und weiteren Abgeordneten („Euler-Gruppe“) die FDP und gründete die FVP, deren Vorsitzender er im Juni 1956 wurde. Nachdem 1957 die FVP mit der DP fusioniert hatte, wurde er stellvertretender Bundesvorsitzender der DP/FVP sowie Landesvorsitzender der DP in Nordrhein-Westfalen, legte dieses Amt aber bereits ein Jahr später nach der enttäuschend verlaufenen Landtagswahl – die DP hatte nur 1,6 % der Stimmen erhalten – nieder. 1960 trat Preusker wegen des Zusammenschlusses mit dem GB/BHE am 1. Juli aus der DP aus und am 20. September in die CDU ein. 1970 erfolgte sein Wiedereintritt in die FDP.

## Abgeordneter
Von 1949 bis 1961 war Preusker Mitglied des Deutschen Bundestages. Am 23. Februar 1956 verließ er gemeinsam mit der sogenannten „Euler-Gruppe“ die FDP-Bundestagsfraktion und gehörte dem Bundestag zunächst als fraktionsloser Abgeordneter an. Am 15. März 1956 wurde er Mitglied der von der Euler-Gruppe gebildeten „Demokratischen Arbeitsgemeinschaft“, die sich am 26. Juni 1956 in FVP-Bundestagsfraktion umbenannte und am 14. März 1957 schließlich mit der DP die DP/FVP-Fraktion bildete. Am 1. Juli 1960 verließ er die DP-Bundestagsfraktion und wurde nach einer kurzen Zeit als fraktionsloser Abgeordneter am 20. September 1960 Mitglied der CDU/CSU-Bundestagsfraktion.
Victor-Emanuel Preusker zog 1949 und 1953 für die FDP als direkt gewählter Abgeordneter des Wahlkreises Wiesbaden und 1957 über die DP-Landesliste Nordrhein-Westfalen in den Bundestag ein. Vom 23. April 1958 bis zum 4. Oktober 1960 war er Vizepräsident des Deutschen Bundestages. Bei der Wahl zum Vizepräsidenten konnte er sich erst im dritten Wahlgang gegen Erwin Schoettle (SPD) durchsetzen.
Vom 16. Juli 1952 bis zum 1. Juli 1954 war Preusker auch Mitglied des Parlaments der EGKS.

## Öffentliche Ämter
Nach der Bundestagswahl 1953 wurde Preusker am 20. Oktober 1953 als Bundesminister für Wohnungsbau in die von Bundeskanzler Konrad Adenauer geführte Bundesregierung berufen. Nach der Bundestagswahl 1957 schied er am 29. Oktober 1957 aus der Bundesregierung aus.

## Gesellschaftliche Ämter
Von 1958 bis 1971 war Preusker Präsident des Zentralverbandes Deutscher Haus- und Grundeigentümer.

## Schriften
- Mit Erich Achterberg: Berliner Banken im Wandel der Zeit. Wirtschaftsbilanz eines Jahrhunderts. Eine Schrift zum 75jährigen Bestehen des Bankhauses Hardy & Co GmbH Frankfurt-Berlin, Darmstadt 1956.
- Festschrift für Hermann Wandersleb zur Vollendung des 75. Lebensjahres, Bonn 1970.[4]